# Audacieux cambriolage en plein jour
Pour plus de détails, voir Fiche technique et Distribution.
Audacieux cambriolage en plein jour (Daring Daylight Burglary) est un film anglais réalisé par Frank Mottershaw, sorti en 1903. Il a été à l'époque l'une des meilleures ventes du cinéma britannique. Ce film a inspiré par son découpage et le truquage de l'arrêt de caméra lors de la chute depuis le toit du policier (remplacé par un mannequin), le cinéaste Edwin Stanton Porter qui, dans le premier western du cinéma américain, conclut de la même façon un combat entre un bandit et un mécanicien du train dans Le Vol du grand rapide.

## Synopsis
Le film commence par une vue en plongée sur le jardin d'une villa entourée d'un haut mur. Un homme apparaît en haut de cette muraille, saute à terre et, après avoir observé autour de lui, entreprend de forcer les volets en bois. Il pénètre dans les lieux, un jeune garçon qui est monté derrière lui apparaît au sommet du mur. Dans la rue de la ville proche, il court jusqu'au poste de police et un policier le suit. Cette fois, deux policiers apparaissent au-dessus du mur. Ils entrent sans hésiter dans la villa. Sur le toit, le cambrioleur tente de leur échapper. Il se bat avec l'un de ses poursuivants qu'il pousse en dehors du toit. Sur la route qui borde la villa, l'homme est étendu sans connaissance. Son collègue le rejoint et tente de le réanimer. Une ambulance hippomobile providentielle arrive à cet instant. Le blessé est chargé sur une civière et emporté par le véhicule. Le voleur a été rattrapé par un autre policier et les deux hommes roulent à terre. Le fuyard prend le dessus, mais il est aussitôt pris en chasse par un nouveau policier. Le poursuivi et ses poursuivants dévalent en diagonale du champ un éboulis, puis passent un ruisseau à gué sur des rochers (avec bascule de la trajectoire d'une diagonale à l'autre). Le cambrioleur monte de justesse dans un train qui s'ébranle. Le policier à ses trousses arrive trop tard, il s'éponge le front, un employé du chemin de fer lui désigne un bureau. À la gare suivante, le voleur descend sans méfiance. Un policier le ceinture et, aidé par un employé, il le menotte et l'emmène, devant des (vrais) voyageurs qui s'étonnent de cette arrestation musclée en gare.

## Fiche technique
- Titre original : Daring Daylight Burglary
- Titre français : Audacieux cambriolage en plein jour
- Réalisation : Frank Mottershaw
- Production : Sheffield Photographic Company
- Format : 35 mm, noir et blanc, muet
- Date de sortie : avril 1903  Royaume-Uni

## Production
Le film a été tourné en trois jours pour un coût de 25 £. Les droits britanniques ont été vendus à la compagnie du producteur américain Charles Urban pour 50 £. Entre 500 et 600 copies du film ont été vendues, dont 100 exemplaires pour les États-Unis où le film fut largement piraté.

## Distribution
- Les membres de la Brigade du feu de Sheffield